# Gertwiller
Gertwiller je francouzská obec v departementu Bas-Rhin v regionu Grand Est. V roce 2013 zde žilo 1 296 obyvatel.

## Poloha obce
Sousední obce jsou: Barr, Bourgheim, Heiligenstein a Zellwiller.

## Vývoj počtu obyvatel
Počet obyvatel